# (2919) Dali
(2919) Dali és un asteroide descobert el 2 de març de 1981 per Schelte John Bus a l'Observatori de Siding Spring, a Nova Gal·les del Sud, a Austràlia. La designació provisional que va rebre era 1981 EX18. El seu nom és en homenatge al pintor empordanès, de Figueres, Salvador Dalí i Domènech (1904-1989).